# BMPx
Chronologie des versions
BMP
BMPx était un lecteur audio libre diffusé sous licence GNU GPL permettant l'organisation et la lecture de fichiers musicaux grâce au framework multimédia GStreamer sous GNOME. Le projet est à présent abandonné.

## Histoire
Le fork initial a été fait dans le but d'utiliser GTK+2 tout en gardant la base de XMMS. Les développeurs se sont rendu compte que l'architecture globale de XMMS était vieillissante et limitée ce qui ne leur permettait pas de faire évoluer l'application dans le sens où ils le souhaitaient. Ils ont donc décidé de repartir de zéro sur une architecture beaucoup plus modulaire. BMPx essaie d'utiliser les toutes dernières technologies et applications disponibles (parfois encore en développement) ce qui peut le rendre parfois difficile à compiler. Actuellement, BMPx n'utilise plus les thèmes classiques de Winamp car ils sont trop restrictifs pour l'ajout de nouvelles fonctionnalités. L'équipe de développement souhaite créer son propre moteur de thèmes à base de SVG.

## Fonctionnalités
- Support des listes de lecture (playlists) au format M3U, PLS et XSPF
- Organisation avancée des albums musicaux via une médiathèque
- Récupération des couvertures d'albums
- Mise à jour des métadonnées ID3 grâce à MusicBrainz
- Récupération de listes de flux webradio sur SHOUTcast et Icecast
- Support des medias de stockage amovibles grâce à HAL
- Remontée des morceaux joués sur le site Last.fm pour générer des statistiques de lecture
- Lecteur de radio Last.fm
- Utilisation intensive de D-Bus pour faciliter l'interaction de BMPx avec des applications tierces (contrôle via un serveur web, plugin pour les clients IRC, envoi de fichiers aux contacts Pidgin (ex-Gaim), etc)